# دانيا برينس
دانيا باتريشيا برينس منديز (بالإسبانية: Dania Prince)‏ (ولدت عام 1980) عارضة أزياء هندوراسية وحاملة لقب مسابقة ملكة جمال سابقة بعدما توجت ملكة جمال ملكة جمال الأرض 2003 في ختام المسابقة التي شاركت فيها أكثر من خمسين ملكة جمال في العاصمة الفيلبينية.

## روابط خارجية
- موقع ملكة جمال الأرض الرسمي
- مؤسسة ملكة جمال الأرض